# František Běhounek
František Běhounek (n. 27 octombrie 1898, Praga, Austro-Ungaria – d. 1 ianuarie 1973, Karlovy Vary, Karlovy Vary, Cehia) a fost fizician ceh, explorator și scriitor.
Un asteroid îi poartă numele.

## Biografie
A studiat fizica și matematica la Universitatea Carolină din Praga și apoi radiologia în Franța sub îndrumarea distinsei profesoare și savant Marie Curie.
În anii 1920, a fost unul dintre fondatorii Institutului de Stat pentru Radiologie.
În 1926 ia parte la expediția lui Roald Amundsen pentru cucerirea Polului Nord.
Tot în aceeași regiune ajunge și cu dirijabilul Italia condus de inginerul și exploratorul italian Umberto Nobile.
În 1928, Běhounek supraviețuiește prăbușirii aparatului de zbor și descrie ulterior evenimetul într-una din cărțile sale.
Ca om de știință, lucrează la diverse companii industriale, instituții medicale, universități și academii de stat.
Prin anii 50' începe să participe activ și la lucrările UNESCO.

## Scrieri
Běhounek a scris 28 de romane științifico-fantastice dedicate tinerei generații.

### Traduceri în română
- 1962 - Acțiunea L (Aventuri dintr-un secol atomic), Editura Tineretului, traducere Rodica Ciocan și Corvin Gruia, titlu original: Akce L (Přiběhy z atomověho věku) (1956)
- 1963 - La Nord de Zambezi, Editura Tineretului, traducere D. Manu și E. Eftimiu, titlu original: Na Sever Od Zambezi (1958)